# Algona (Washington)
Pour les articles homonymes, voir Algona.
Algona est une ville américaine située dans le comté de King, dans l'État de Washington. Selon le recensement de 2010, sa population est de 3 290 habitants.